# Graphisoft
A GRAPHISOFT SE egy magyarországi központú multinacionális szoftverfejlesztő cég, mely épületinformáció-modellezésen (BIM) alapuló építészeti tervező szoftvereket fejleszt építészek, belsőépítészek, városépítészek, táj- és kertépítészek számára. A cég központja Óbudán, a Graphisoft Parkban található. A cégcsoport 2007 óta a Nemetschek AG csoport tagja.

## Szervezet

### Központ
A GRAPHISOFT budapesti irodája a vállalatcsoport legnagyobb, központi egysége, mely a kutatást és fejlesztést, a gyártást, a kiadást, a nemzetközi értékesítést és a nemzetközi marketinget irányítja. Itt zajlik a termékfejlesztés, gyártás, a nemzetközi eladások támogatása, a szoftvertermékek honosítása, a második szintű terméktámogatás, valamint innen történik a teljes csoport pénzügyi vezetése és általános irányítása.

### Leányvállalatok
- GRAPHISOFT Deutschland GmbH, München, Németország[1]
- GRAPHISOFT N.A. Inc., Boston, Amerikai Egyesült Államok[2]
- GRAPHISOFT Japan Co. Ltd., Tokió, Japán[3]
- GRAPHISOFT UK Ltd., Anglia
- GRAPHISOFT Brazil, São Paulo, Brazília
- GRAPHISOFT Singapore, Szingapúr
- GRAPHISOFT Hong Kong Ltd., Hongkong, Kína
- GRAPHISOFT Italy, Velence, Olaszország
- GRAPHISOFT France, Páris, Franciaország

## Termékek

### GRAPHISOFT ArchiCAD
Az Archicad egy olyan integrált építészeti tervezőszoftver, mely egyszerre nyújt kétdimenziós rajzolási és háromdimenziós modellezési, élethű vizualizációs és dokumentumkezelési funkciókat, lehetővé téve mind háromdimenziós virtuális épületmodellek, mind pedig részletes műszaki tervdokumentációk - engedélyezési és kiviteli tervek - elkészítését.

### GRAPHISOFT BIM Server
Graphisoft második generációs csapatmunka-támogató megoldása lehetővé teszi, hogy egy virtuális épületmodellen illetve a róla készülő tervdokumentáción egyszerre több építész is dolgozhasson a világ bármely tájáról, internetes kapcsolat segítségével. A Graphisoft BIM Server az ArchiCAD 13-as verziója óta integráns részét képezi az ArchiCAD kiadásoknak.

### GRAPHISOFT MEP Modeler
Graphisoft Épületgépészeti Rendszer Modellező (eredeti angol elnevezéssel: Graphisoft MEP Modeler) egy kiegészítő program az Archicad tervezőszoftverhez, mely lehetővé teszi különböző épületgépészeti rendszerek épületinformációs-modell alapú háromdimenziós modelljének és kétdimenziós tervdokumentációjának beágyazását, szerkesztését és koordinálását az elsődlegesen az építészeti tervdokumentáció céljaira létrehozott virtuális épületmodellekbe.

### GRAPHISOFT EcoDesigner
A Graphisoft EcoDesigner elsősorban az építészeti tervezés kezdeti stádiumában ad gyors visszajelzést az adott tervek, tervvariánsok energetikai jellemzőivel kapcsolatban, így a fenntartható tervezés szempontjai már akár a koncepciótervek szintjén érvényesülni tudnak. A szoftver a virtuális épületmodell paraméterei alapján becsült energiafelhasználási értékek megjelenítése által lehetővé teszi az építészek számára, hogy elemezzék a tervezett házak energiahatékonyságát.

### GRAPHISOFT BIM Explorer
A Graphisoft BIM Explorer – rövid elnevezéssel BIMx – egy interaktív, virtuális sétát lehetővé tevő szoftveres megoldás, mely segítségével az ArchiCAD-ben készült virtuális épületmodellek egyszerűen kezelhető és megtekinthető formában jeleníthetőek meg, például az ArhiCAD-del nem rendelkező megrendelők részére. A szoftver ötvözi az FPS játékokban megszokott egyszerű navigációs funkciókat és a BIM funkciókat, mint például az épület méreteinek kinyerése. (A termék korábbi elnevezése Virtual Building Explorer volt.)